# Ally Maki
Ally Maki Matsumura (Kirkland, Washington, 29 de diciembre de 1986), más conocida como Ally Maki, es una actriz, cantante y modelo estadounidense.

## Primeros años
Maki nació y creció en Kirkland, Washington.Ella también tiene dos hermanos mayores.
Maki es un japonés-americano de cuarta generación, o Nikkei.Su abuela estuvo retenida en el campo de internamiento japonés en Heart Mountain Relocation Center, Wyoming, durante la Segunda Guerra Mundial.Su abuelo formaba parte del 442.º regimiento de infantería, una unidad compuesta principalmente por soldados japoneses-americanos.Uno de sus bisabuelos era aparcero en Mountain View, California.

## Carrera
Maki fue explorado a los 14 años por un agente de talentos en Seattle. En 2001, se mudó a una casa comunitaria para artistas en Santa Clarita, California. A partir de ahí, fue reclutada por Columbia Records para formar la banda de chicas The Valli Girls, para quien tocó el keytar.Como parte de su formación, tomó clases de DJ en Freakbeat Records.
Maki actuó en la película para televisión iCarly: iGo to Japan (2008), así como en muchos cameos en películas y series de televisión como Step Up 3D (2010) y The Big Bang Theory (2010). Tuvo papeles secundarios en las películas de comedia dramática The Family Tree (2011) y Geography Club (2013).
De 2009 a 2010, Maki tuvo un papel recurrente como Dawn en la serie de comedia dramática 10 Things I Hate About You. Hizo una aparición especial en un episodio de la temporada 4 de la serie de televisión Bones como Dra. Tanaka, un especialista forense de Japón. Maki estaba en las últimas consideraciones para interpretar el papel de Alice en la película dramática de 2012 The Perks of Being a Wallflower, que finalmente fue para Erin Wilhelmi.
Entre 2016 y 2018, interpretó a Jess Kato en la serie de televisión de comedia de TBS Wrecked.De 2018 a 2019, tuvo un papel secundario recurrente en Marvel's Cloak & Dagger en Freeform.
En 2018, Maki fundó a Asian American Girl Club, una marca de estilo de vida y ropa.

## Vida personal
En abril de 2024, Maki reveló que está embarazada, esperando su primer hijo con su prometido Travis Atreo.

## Filmografía

### Películas
| Año  | Título                | Rol                               | Notas         |
| ---- | --------------------- | --------------------------------- | ------------- |
| 2003 | 80's Ending           | Chica japonesa                    | Cortometraje  |
| 2003 | Rogues                | Choir                             |               |
| 2010 | Step Up 3D            | Jenny                             |               |
| 2010 | The Prankster         | Kassandra Yamaguchi               |               |
| 2011 | Recess Court          | Cassie                            | Cortometraje  |
| 2011 | The Family Tree       | Shauna                            |               |
| 2012 | Beach Bar             | Ireene Saki Zbeitnefski y Merbaby |               |
| 2012 | Music High            | Ally                              |               |
| 2013 | Geography Club        | Min                               |               |
| 2013 | Amelia's 25th         | Ally                              |               |
| 2019 | Toy Story 4           | Giggle McDimples (voz)            | [ 11 ] [ 12 ] |
| 2020 | Lamp Life             | Giggle McDimples (voz)            | Cortometraje  |
| 2021 | Home Sweet Home Alone | Mei                               | [ 13 ]        |
| 2022 | Dealing With Dad      | Margaret                          |               |
| 2022 | Doula                 | Katherine                         | [ 14 ]        |
| 2023 | Shortcomings          | Miko                              | [ 15 ]        |
| 2023 | Seagrass              | Judith                            | [ 16 ]        |
| TBA  | 5 Years Apart         | Olivia                            | Posproducción |

### Televisión
| Año           | Título                                  | Rol                                         | Notas                                     |
| ------------- | --------------------------------------- | ------------------------------------------- | ----------------------------------------- |
| 2002          | My Wife and Kids                        | Sasha                                       | Episodio: «Samba Story»                   |
| 2003          | ER                                      | Missy                                       | Episodio: «No Strings Attached»           |
| 2003          | That's So Raven                         | Estudiante #2                               | Episodio: «Campaign in the Neck»          |
| 2003          | Buffy the Vampire Slayer                | Chica japonesa                              | Episode: «Chosen»                         |
| 2007          | Subs                                    | Alexa Tanaka                                | Piloto sin emitir                         |
| 2008          | Terminator: The Sarah Connor Chronicles | Estudiante                                  | Episodio: «Queen's Gambit»                |
| 2008          | Miss Guided                             | Michelle                                    | Episodio: «High School Musical»           |
| 2008          | Privileged                              | Breckyn                                     | Papel recurrente; 4 episodios             |
| 2008          | iCarly: iGo to Japan                    | Kyoko                                       | Telefilme                                 |
| 2009          | Bones                                   | Dra. Haru Tanaka                            | Episodio: «The Girl in the Mask»          |
| 2009-2010     | 10 Things I Hate About You              | Dawn                                        | Recurrente; 16 episodios                  |
| 2009          | Greek                                   | Chica caliente de la feria del Renacimiento | Episodio: «See You Next Time, Sisters!»   |
| 2010          | The Big Bang Theory                     | Joyce Kim                                   | Episodio: «The Staircase Implementation»  |
| 2011          | Workaholics                             | Brenanda                                    | Episodio: «We Be Ballin»                  |
| 2011          | Franklin & Bash                         | Tonia                                       | Invitada; 2 episodios                     |
| 2012          | Shake It Up                             | Keiko Ishizuka                              | Episode: «Made in Japan»                  |
| 2012          | Hot in Cleveland                        | Brooke                                      | Episodio: «Method Man»                    |
| 2013          | 2 Broke Girls                           | June                                        | Episodio: «And the Girlfriend Experience» |
| 2015          | NCIS                                    | Marie Manna                                 | Episodio: «Lockdown»                      |
| 2016          | New Girl                                | Kumiko                                      | Episodio: «No Girl»                       |
| 2016-2018     | Wrecked                                 | Jess                                        | Papel principal; 30 episodios             |
| 2017-2019     | Dear White People                       | Ikumi                                       | Papel recurrente; 5 episodios             |
| 2018-2019     | Marvel's Cloak & Dagger                 | Mina Hess                                   | Papel recurrente; 8 episodios             |
| 2018-2022     | Robot Chicken                           | Wanda Li (voz)                              | 2 episodios                               |
| 2020          | Into the Dark                           | Allison                                     | Episodio: «My Valentine"                  |
| 2020-2023     | The Owl House                           | Viney (voz)                                 | Papel recurrente; 5 episodios             |
| 2021-presente | Hit-Monkey                              | Haruka (voz)                                | Papel principal; 9 episodios              |
| 2023          | The Big Door Prize                      | Hana                                        | Papel principal                           |
| 2024-presente | Exploding Kittens                       | Greta Higgins (voz)                         | Papel principal, 9 episodios              |
| 2025          | Dream Productions                       | Janelle                                     | Papel principal, 4 episodios              |

### Web
| Year | Título             | Rol      | Notas                        |
| ---- | ------------------ | -------- | ---------------------------- |
| 2010 | Crazy/Sexy/Awkward | Rosemary | Episodio: «The Wingwoman«    |
| 2012 | Company Car        | Ally     | Episodio: «He Said She Said» |

### Videojuegos
| Año  | Título      | Rol                                        | Notas  |
| ---- | ----------- | ------------------------------------------ | ------ |
| 2020 | Beyond Blue | Ren                                        | [ 12 ] |
| 2022 | We Are OFK  | Itsumi Saito, Anime Hero, Virtual Streamer | [ 12 ] |